# Allianz der öffentlichen Wasserwirtschaft

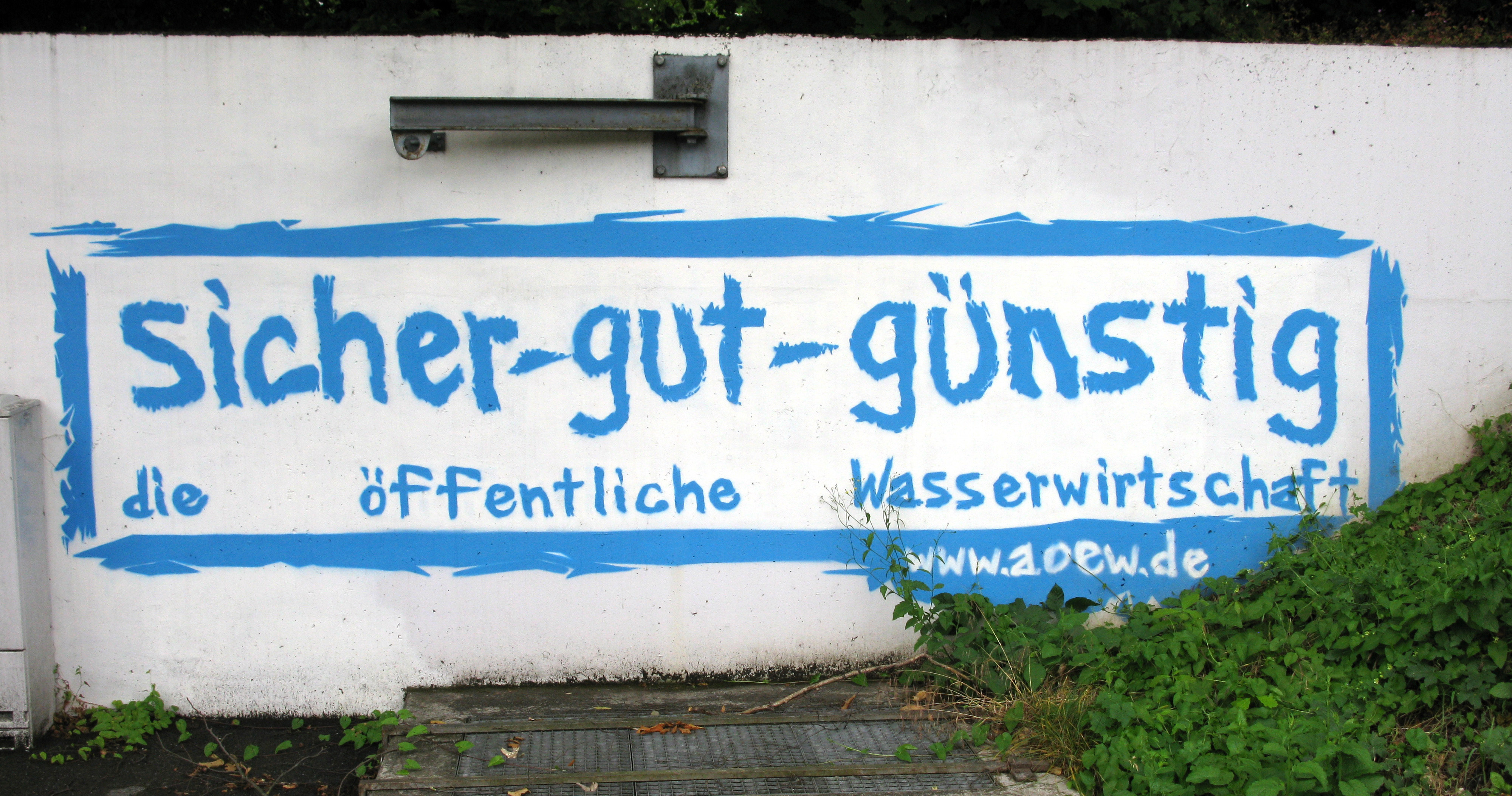
Graffito an einem Wasserwirtschaftsbauwerk in Freiburg

Die Allianz der öffentlichen Wasserwirtschaft e.V. (AöW) ist eine deutsche  Lobbyorganisation der Wasser- und Abwasserentsorger, die ihre Leistungen ausschließlich selbst oder durch verselbständigte Einrichtungen in öffentlich-rechtlichen Organisationsformen erbringen.

## Geschichte
Der Verein wurde 2007 von großen kommunalen Einrichtungen und Unternehmen der Wasserwirtschaft gegründet. Heute gehören ihr zahlreiche öffentlich- rechtlichen Einrichtungen und Unternehmen der Wasserversorgung und Abwasserentsorgung, des Flussgebietsmanagements sowie Verbandstage und Einzelmitglieder an. 
Ziel des Vereins ist die Werbung und Argumente gegen eine Privatisierung der Trinkwasserversorgung oder Abwasserentsorgung vorzubringen sowie für die Interessen der Mitglieder einzutreten. 

## Aktivitäten
Der Verein vertritt die Interessen ihrer Mitglieder mit einer Hauptstadtvertretung in Berlin. Von hier aus tritt sie mit Regierungsvertretern, Abgeordneten, Fachleuten und auch mit Journalisten in Kontakt, um für ihre Ziele zu werben. 
Der Verein ist auf Messen präsent, wie zum Beispiel auf der IFAT in München, der Wasser Berlin International und dem Demo-Kongress. In Berlin informiert die AöW durch Presse- und Öffentlichkeitsarbeit. 
In den Arbeitsgruppen werden Fachthemen und Gesetzesnovellen beraten und Positionen im Sinne der Mitglieder erarbeitet. Der AöW  bringt sich aktiv in die Gesetzesberatungen ein.